# Bijar
Bījār (Farsi:بیجار; Koerdisch:بیجاڕ ,Bîcar) is de hoofdstad van het district Bijar, in de provincie Kordestan, Iran. In 2016 had de stad 50.000 inwoners. In de stad wonen hoofdzakelijk Koerden, die het zuidelijk Koerdisch spreken, een belangrijke minderheid spreekt Sorani.
Gelegen op een hoogte van 1940 meter wordt Bijar het dak van Iran genoemd.
Bijar is internationaal bekend om zijn tapijten.

## Geschiedenis
De stad wordt in de 15e eeuw genoemd als een dorp behorend tot /eigendom van sjah Ismail I, de eerste heerser van de Safavid dynastie; in de 19e eeuw werd Bijar een stad. Tijdens de Eerste Wereldoorlog werd de plaats achtereenvolgens belegerd en bezet door Russische, Ottomaanse en Britse troepen. Als gevolg daarvan en mede door een hongersnood in 1918, werd de voor-oorlogse bevolking van 20.000 personen gehalveerd.

## Architectuur
Het historische fort van Qam Cheqay (45 km noordoost van Bijar) is het oudste kasteel in de provincie Kordestan en dateert mogelijk uit het tijdperk van de Meden. Het kasteel werd gebuikt tot de periode van de Sassaniden; het is een voorbeeld van oude Koerdische architectuur.
Een ander historisch gebouw, Emamzadeh Aqil, in Hasan Abad (Yasukand) 45 km ten oosten van Bijar, is een overblijfsel uit de tijd van de dynastie van de Seltsjoeken. In dit rechthoekige gebouw met een afmeting van 6x6,5 m en een ingestorte koepel, bevinden zich Islamietische religieuze teksten geschreven in het Koefisch schrift.
Tijdens de Mongoolse invasie in de 13e eeuw bezette Dzjenghis Khan (1162–1227) Bijar en liet nabij de stad een kasteel bouwen. Het is in de 21e eeuw een ruïne langs de weg naar Sanandaj.
De bazaar van Bijar, met zijn unieke ontwerp, is een van de attracties van de stad. De overdekte bazaar werd gebouwd tijdens de Qajar-dynastie (1789-1925) en is minder oud dan de bazaar van  Sanandaj, de hoofdstad van Kordestan. De bazaar van Bijar bestaat uit een noord-zuid verlopend overdekt pad, een oostelijk deel (Timcheh-e Haj Shahbaz) en een westelijk deel (Timcheh-e Amir Toman).

## Tapijten

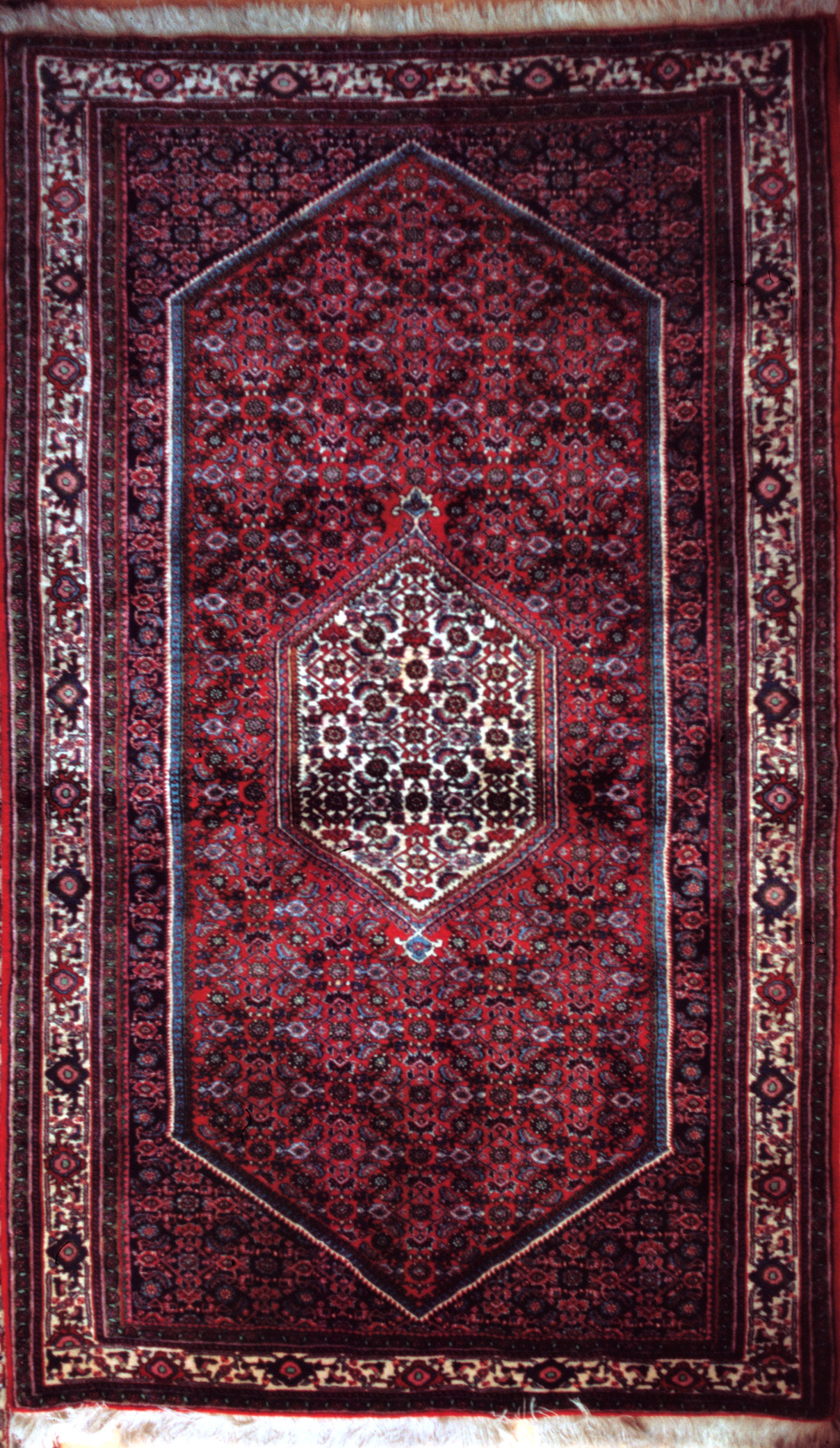
Tapijt uit Bijar met centrale medallion, en herati motieven op donkerrode achtergrond; zoom met 7 banden

Bijar verkreeg sinds de periode van de Achaemeniden (550–330 v.Chr.) faam vanwege de daar gemaakte tapijten. De tapijten die er tegenwoordig worden gemaakt, hebben 100–200 Turkse knopen per inch en zijn onderscheidend door hun stijve en zware wollen onderlaag, die ontstaat door een natte weeftechniek en het slaan van de draden met een metalen voorwerp. Tapijten uit Bijar zijn sterker en hebben een langere levensduur. Ze worden gemaakt door Koerdische vrouwen in Bijar en een veertigtal dorpen tot op circa 45 km van de stad. De productie vindt plaats in huisnijverheid, er zijn geen fabrieken. Het weefgetouw staat rechtop tegen een muur van het huis. De patronen van de tapijten hebben heldere kleuren en zijn bij de buitenlandse kopers nooit uit de mode geweest. In de 20e en 21e eeuw wordt gewerkt met synthetische kleurstoffen van hoge kwaliteit.
De motieven zijn doorgaans bloemrijke aanpassingen van klassieke Perzische ontwerpen. Een medaillon in het midden is vrij gebruikelijk, soms zijn er afbeeldingen van dieren en wilgen. De donkere achtergrond van de patronen is blauw, rood of groen. In verhouding tot de afmetingen van het tapijt is de zoom vrij smal.

## Economie
Naast de traditionele tapijtnijverheid zijn er begin 21e eeuw nog andere activiteiten aanwezig. Ongeveer 8 km ten noordwesten van de stad bevinden zich een cementfabriek en nog een ander bedrijf dat bouwmaterialen produceert. Er zijn tarwesilo's, in de omgeving wordt tarwe verbouwd omdat het klimaat er minder droog is dan in andere delen van Iran. Ook is er een gascompressiestation. Aan de zuidwestkant van de stad ligt de Nesar-skipiste, met een lengte van 900 meter.

## Voorzieningen
De Iraanse Payame Noor Universiteit heeft een locatie in Bijar-e Garrus, het Garrus Research Center is ermee verbonden.
De stad beschikt over een ziekenhuis en vier moskeeën.

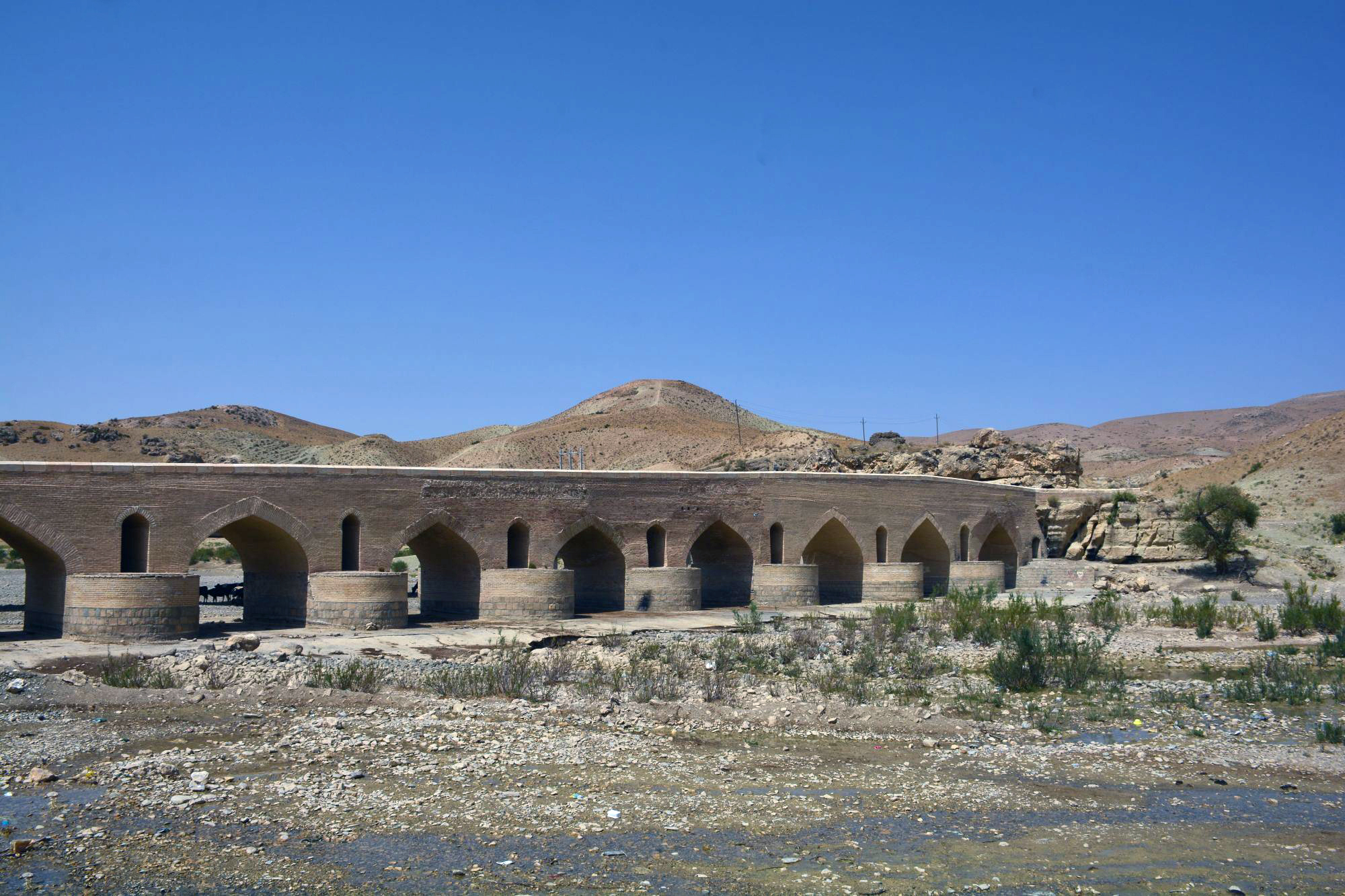
Brug bij het dorp Salavatabad, 15 km noord van Bijar